# Lamprosema oncophragma
Lamprosema oncophragma là một loài bướm đêm trong họ Crambidae.